# Chronologie des mouvements sociaux en France
Cet article fournit diverses informations sur les mouvements sociaux en France.

## Les principaux mouvements
Après les grandes grèves de 1936 et du Front populaire, le plus grand mouvement est celui de mai-juin 1968. Évidemment, ces tableaux ne prennent pas en compte les étudiants et après le 15 mai, Mai 68 est d'abord un mouvement social des travailleurs.
A contrario, le mouvement de fin 1986 contre le plan Devaquet est resté un conflit de monde étudiant, d'où des statistiques de jours de grève étales.
D'autres dates moins restées dans les mémoires réapparaissent : 
- 1944 : la contribution de la grève dans le mouvement de Libération, notamment à Paris, est importante ;
- 1947 : de nombreuses grèves, notamment chez Renault, conduisent à la sortie des ministres communistes du gouvernement. Les mouvements conduits par la CGT se multiplient après mai chez Citroën, à la SNCF, dans les banques, dans les grands magasins, à EDF, puis chez Peugeot, Berliet, Michelin, etc. Le principal motif des grèves est la revendication de hausse des salaires ;
- 1953 : grandes grèves dans la fonction publique, perceptibles aussi dans le privé, contre le projet du gouvernement de retarder l'âge de la retraite de 65 à 67 ans pendant l'été. Environ 4 millions de grévistes ont montré leur mécontentement[1]. Le projet est abandonné ;
- 1963 : grandes grèves dans le secteur minier.

Plus près de nous, on peut observer un pic de grèves dans le secteur public en 2003 pour protester contre le projet Fillon visant à retarder les départs à la retraite de tous les salariés (vers les 42 ans et plus d'années de cotisation).
L'année 2000 est également riche en conflits. Dans le secteur public, il s'agit notamment de grèves au ministère des Finances qui conduisent à la démission du ministre socialiste Christian Sautter et dans l'Éducation nationale contre la politique de Claude Allègre.
Dans le secteur privé, les revendications concernent l'application des 35 heures, mais surtout, à l'occasion de la baisse du chômage, les salaires redeviennent le principal motif de grève. Le même phénomène s’est produit, à un degré moindre, lors de la brève reprise économique de 1989, par exemple avec les grèves de Peugeot à Sochaux et Sausheim.
Les mouvements de 1910, 1920, 1944, 1947, 1953, 1968, 1986 obtiennent la satisfaction des revendications, ceux de 1938, 1948 et 1971 échouent. Les mineurs ont été une profession très combative. Les gouvernements sont également attentifs au mouvement des enseignants et des étudiants. Les grèves de 2010 contre la réforme des retraites ont recueilli un large soutien populaire dans les sondages[réf. nécessaire].

## Chronologie détaillée de mouvements

### Époque médiévale
- 1229 : grève à l'université de Paris
- 1358 : Grande Jacquerie dans les campagnes d'Île-de-France, de Picardie, de Champagne, d'Artois et de Normandie
- 1382 : Révolte des Maillotins à Paris

### Époque moderne
- 1539 : le grand tric des imprimeurs lyonnais
- 1621-1629 : rébellions huguenotes des populations protestantes contre la répression organisée par le roi Louis XIII
- 1662 : Révolte des Lustucru dans le Boulonnais
- 1702-1715 : insurrection des Camisards dans les Cévennes contre les persécutions qui ont suivi la révocation de l'édit de Nantes en 1685

### Époque contemporaine
- 1789-1799 : Révolution française
- 1829-1832 : Guerre des Demoiselles contre le nouveau code forestier
- 1830 : Trois Glorieuses
- 1831 : Révolte des Canuts à Lyon
- 1833 : émeute des quatre sous à la Compagnie des mines d'Anzin
- 1848 : Révolution de 1848 (journées de juin, etc.).
- 1870-1871 : plusieurs Communes en France, dont celle de Paris et celle de Lyon.
- 1884 : grande grève des mineurs d'Anzin
- 1890 : première célébration française et internationale de la journée internationale des travailleurs
- 1891 : fusillade de Fourmies et affaire de Clichy
- 1892 : grève des mineurs de Carmaux
- 1895 : grève à la verrerie de Carmaux

#### Années 1900-1930
- 1905 : Grève des sardinières, série de grèves qui reprend en 1924. Les ouvrières des sardineries de Douarnenez et Concarneau protestent contre la pénibilité de leurs tâches et les bas salaires. Elles obtiennent gain de cause lors de ces deux mouvements.
- 1906 : grève à la suite de la catastrophe de Courrières. Sous le gouvernement Clemenceau, la France connaît un pic de grèves.
- 1907 : révolte des vignerons du Languedoc en 1907, état quasi-insurrectionnel dans le sud de la France.
- 1908 : Grève de Draveil-Villeneuve-Saint-Georges (département de Seine-et-Oise, plusieurs morts et des arrestations massives à la CGT).
- 1909 : Grèves aux PTT. Premières grèves de fonctionnaires de l'État.
- 1910 : Grève générale dans les chemins de fer[2]
- 1919 : grèves de juin dans la métallurgie parisienne avec de forts accents révolutionnaires.
- 1920 : grève générale des cheminots, des mines du Nord et d'autres corps de métiers (tels l'habillement).
- Mai-juin 1936 : grève générale spontanée à la suite de la victoire électorale du Front populaire : occupation des usines. Instauration des congés payés, hausses de salaires de 20 % en moyenne (plus tard compensées par la hausse des prix[3]).
- 1938 : grève du 30 novembre 1938 à l'instigation de la CGT.

#### Années 1940-1950
- 1941 : grève des mineurs du Nord-Pas-de-Calais contre l'occupation nazie
- 1944 : Les tirailleurs sénégalais réclament les paiements relatifs à la démobilisation (Blanchiment des troupes coloniales) qui débouche sur le Massacre de Thiaroye.
- 1945-1948 : Grèves générales sénégalaises de 1945-1946 et de 1947-1948 (alors colonie française)
- 1946 : la Constitution de la Quatrième République consacre le droit de grève dans son préambule. Ce préambule a toujours valeur constitutionnelle par décision du Conseil constitutionnel.
- 1947 : grèves générales de l'automne 1947 dans de nombreux secteurs industriels.
- 1948 : grève des mineurs de 1948.
- 1950 : l'arrêt Dehaene du Conseil d'État confirme que le droit de grève a le statut de principe fondamental
- 1953 : grèves d'août 1953 dans le secteur public.

#### Années 1960-1970
- 1963 : grève générale des mineurs de tous les bassins houillers. Première grande grève depuis le retour au pouvoir du Général de Gaulle en 1958.
- Mai 1968 : grève générale sauvage. Des manifestations étudiantes sont suivies d'occupation de locaux universitaires puis de nombreux salariés de différents secteurs économiques se mettent en grève. Le pays est paralysé par l'arrêt de la distribution des carburants. Le 13 mai 68, des défilés rassemblent 200 000 à un million de personnes à Paris, selon les différentes sources, et un million dans une trentaine d'autres villes du pays, entraînant le lendemain des débrayages dans les usines. Le 22 mai 1968, la France compte 8 millions de grévistes et le 25 mai, au lendemain de l'Ascension, on frôle les 9 millions de grévistes, le record de précédente grande grève de 1936 (6 millions) étant battu. Les accords de Grenelle, signés à 7 heures du matin, sont rejetés par les assemblées générales. Le 30 mai, une manifestation en soutien au Président de la République, qui vient de dissoudre l'Assemblée, rassemble huit cent mille personnes[4]. Les accords de Grenelle conduisent, entre autres, à une hausses de 35 % du SMIG (salaire minimum interprofessionnel garanti) et de 10 % des salaires en moyenne.
- Printemps 1973 : grève autogestionnaire à l'usine de montres Lip de Besançon.
- Octobre 1973 : grève générale dans la région de Laval (Mayenne).
- Mars 1974 : grève lycéenne contre le projet de loi Fontanet.
- Octobre-novembre 1974 : Grève générale à la Poste et aux Télécommunications.
- Printemps 1976 : grève étudiante contre la réforme du second cycle.
- Automne 1978 : grève des lycées professionnels.
- 1979 : manif des sidérurgistes à Paris le 23 mars.
- 23 mars 1979 : manifestation lancée par la CGT contre le plan de restructuration de la métallurgie du gouvernement Barre, marquée par de violents affrontements avec les autonomes.

#### Années 1980-1990
- Mars 1980 : grève des instituteurs parisiens.
- Mai 1980 : grève étudiante contre le décret Imbert.
- du 5 mai 1980 au 10 juin 1981 : grève des mineurs du bassin houiller d'Alès avec occupation de la mine Ladrecht-Destival soit durant 13 mois (la plus longue grève d'Europe).
- 1982 : grève des sidérurgistes de Vireux (Ardennes) contre les licenciements (occupation d'usine) et nombreuses grèves menées notamment par les salariés immigrés de l'automobile à l'usine Citroën d'Aulnay et à l'usine Talbot de Poissy.
- Mai 1983 : grèves étudiantes contre la réforme Savary. 22 septembre : début de l'occupation de l'usine SKF d'Ivry-sur-Seine ; elle dure jusqu'au 28 mai 1985.
- Janvier-février 1984 : grève des douanes françaises, puis des camionneurs, qui auront une influence décisive sur la signature de l'accord de Schengen l'année suivante.
- Le 24 juin 1984 a réuni plus de 1,5 million de personnes (850 000 selon le ministère de l'intérieur[5]) à Paris pour la défense de l'École privée, contre le projet de loi socialiste sur l'École laïque[6].
- Novembre-décembre 1986 : grève étudiante contre le projet Devaquet. Le 4 décembre 1986[7], 200 000 personnes selon la police, un million selon les organisateurs, manifestent à Paris contre le Projet de loi Devaquet[8].
- Décembre 1986 - janvier 1987 : grève des cheminots.
- 1988 : après le mouvement chez les gardiens de prison, ce sont les mouvements chez les infirmières 29 septembre - 24 octobre et à La Poste qui retiennent l'attention. Apparition de coordinations de grève, réunissant syndiqués et non-syndiqués, combattues par la CFDT.
- 1989 : grève de plusieurs mois chez les agents du ministère des finances[9],[10]
- 1990 : Manifestation lycéenne contre la réforme de Lionel Jospin.
- 1993 : grève des pilotes à Air France.
- Mars 1994 : Après la manifestation contre la révision de la Loi Falloux du 16 janvier, grève étudiante et lycéenne contre le CIP (Contrat d'Insertion Professionnelle).
- Novembre-décembre 1995 : mouvement étudiant en novembre, puis grève, principalement dans la fonction publique, contre la réforme de la Sécurité sociale, dite « plan Juppé ». Le 12 décembre 1995[11] marque le point culminant des Grèves de 1995 en France[12] contre le Plan Juppé de 1995, avec deux millions de manifestants[11].
- Été 1996 : grève de la faim des « sans-papiers » de l'église Saint-Bernard.
- Fin 1997 - début 1998 : mouvement d'occupation des Assedic par les chômeurs.
- Novembre 1998 : grève de la faim des étudiants « sans-papiers » de l'université de Nanterre.

#### Années 2000-2010
- 2000 : grève chez Cellatex à Givet (Ardennes) du 5 au 21 juillet ; à la suite de la liquidation de leur société, les salariés menacent de déverser de l'acide dans une rivière pour attirer l'attention sur leur sort.
- Novembre 2002 : grève des routiers pour la réduction du temps de travail, grève étudiante contre l'autonomie financière des universités.
- Mars-juin 2003 : grève de la fonction publique contre la réforme du régime des retraites, dite « plan Fillon ». Le 13 mai 2003, près de 180 rassemblements[13] avaient réuni 1,13 million de personnes contre la réforme Fillon des retraites.
- Été 2003 : grève des intermittents du spectacle contre la réforme du système d'indemnisation-chômage.
- Janvier-avril 2005 : mouvement lycéen contre la loi Fillon.
- 27 octobre 2005 - 17 novembre 2005: mouvement de révolte en réponse à la mort de Zyed Benna et Bouna Traoré lors d'un contrôle policier le 27 octobre, qui s'étendra lorsque la police envoie du gaz lacrymogène à l'entrée d'une mosquée le 30 octobre
- Le 28 mars 2006[11], les manifestations[5] rassemblent entre 1,055 million[6] et 3 millions[12] de personnes selon les sources, lors du mouvement contre le contrat première embauche, débuté progressivement le 7 février 2006, avec 400 000 manifestants, tandis que le surlendemain, le 9 février 2006, l'article 49-3 permit au Parlement d'adopter le projet de loi. Un mois plus tard, le 7 mars 2006, des manifestations rassemblent 400 000 à 1 000 000 de personnes. Le 18 mars, c'est 530 000 manifestants selon la police et 1,5 million selon les organisateurs.
- Le 19 mars 2009[5],[11] réunit 3 millions de personnes[12], pour la plus importante des quatre journées de grèves et de manifestations organisées par les huit premiers syndicats en 2009.
- Grèves contre la réforme française des retraites de 2010 à la suite de la réforme des retraites en France en 2010. Le 23 septembre, 3 millions de personnes ont manifesté dans 239 villes en France, selon la CGT et 2,9 millions selon la CFDT, les deux syndicats évaluant à 300 000 personnes la manifestation parisienne, qui s'est répartie en deux cortèges pendant six heures. Selon le ministère de l'Intérieur les manifestants étaient 997 000 dans toute la France, dont 65 000 à Paris, l'Île-de-France n'ayant rassemblé que 6,5 % des manifestants. D'autres manifestations ont lieu, le 6-7 septembre, 12 octobre, 16 octobre, 19 octobre, 21 octobre, etc.

#### Années 2010-2020
- Entre octobre 2013 et juin 2014 : Mouvement des Bonnets rouges
- Printemps 2016 : mouvement contre la loi El Khomri dite Loi Travail, en opposition à la réforme du code du travail porté par le gouvernement Valls. En parallèle, se constitue le mouvement social Nuit Debout qui occupe les places publiques par des débats citoyens.
- Automne 2017 : mouvement contre la Loi Travail 2, en contestation de la réforme du code du travail par ordonnances sous la présidence Macron.
- Printemps 2018 : mouvement de grèves des cheminots de la SNCF contre la réforme ferroviaire ouvrant à la concurrence le rail en France et la fin des embauches au statut de cheminot.
- Depuis le 17 novembre 2018 : mouvement des Gilets jaunes qui vise à un blocage du pays contre la hausse du carburant, la politique du gouvernement en général et pour la mise en place du RIC en toutes matières, 287 710 personnes manifestent dans toute la France le 17 novembre 2018 (chiffres du ministère de l'Intérieur). Le 16 novembre 2019 (Acte 53), week-end du premier anniversaire 28 000 personnes manifestent dans toute la France (chiffres du ministère de l'Intérieur).
- Décembre 2018 : grève des lycéens contre la réforme Blanquer, Parcoursup, la suppression de plusieurs milliers de postes de professeurs, l'augmentation de la vie étudiante... Plusieurs lycées sont bloqués.
- 5 décembre 2019 à mars 2020 : mouvement social contre le projet de réforme des retraites, grève de syndicats, de Gilets jaunes, d’employés de la SNCF et des transports publics, d’enseignants, etc. ; entre 806 000 personnes (chiffres du ministère de l'Intérieur) et  1 500 000 personnes (chiffres de la CGT) manifestent dans toute la France le 5 décembre 2019[14].
- Entre 2018 et 2020, plusieurs autres mouvements sociaux en France, sous la présidence d'Emmanuel Macron, contestent un appauvrissement général du service public[15].

#### Années 2020
- Janvier 2021 : mouvements contre la proposition de loi « sécurité globale » interdisant de filmer les forces de l'ordre[16]
- Du 14 juillet 2021 au 14 mars 2022 : mouvement de protestation contre le pass sanitaire [17],[18].
- Octobre 2022 : mouvement de grèves contre l'inflation galopante (+ 6 %), pour une augmentation des salaires en conséquence[19]
- De janvier à juin 2023 : mouvement social contre la réforme des retraites
- Du 27 juin à juillet 2023 : mouvement de révolte en réponse à la mort de Nahel Merzouk, abattu par un policier lors d'un contrôle routier le 27 juin à Nanterre
- Depuis le 18 janvier 2024 : mouvement des agriculteurs face à la baisse de leurs revenus, à la hausse des charges, à la concurrence déloyale, à une réglementation trop complexe, à la fiscalité, à certains aspects de la réglementation européenne et aux contrôles de l'administration française.

## Statistiques des journées de grèves

### Secteur privé

#### Nombre de journées non-travaillées (1946-2005)
L'unité employée est le nombre de journées de grève. Exemple : vingt salariés participant à un conflit de 5 jours comptent pour 100 jours de grève,.

#### Nombre de jours de grève pour1 000 salariés(2005-2015)
L'unité employée est le nombre de journées de grève pour 1 000 salariés par année entre 2005 et 2015. Ainsi, en 2015 le nombre de JINT (Journées individuelles non travaillées) pour 1 000 salariés s'élève à 69, en diminution par rapport à 2014. L'année 2015 marque un recul du nombre de journées de grève, après deux années d'augmentation, malgré trois grandes journées d'action interprofessionnelles:
- Le 9 avril 2015 en tant que journée de mobilisation « anti-austérité » à l'appel de la CGT, FSU, FO et Solidaires.
- Le 25 juin 2015 en tant que journée de mobilisation pour la défense des salaires dans le secteur public et privé à l'initiative de la CGT.
- Le 6 août 2015 pour protester contre le pacte de responsabilité et la Loi Macron.

### Secteur public
Ces chiffres ne concernent que la fonction publique d'État et ne comprennent donc pas la fonction publique hospitalière ni la fonction publique territoriale. À partir de 1996, ils excluent également les PTT (La Poste et France Télécom).

### Représentation médiatique
D'après l'historienne Ludivine Bantigny, la représentation des grèves et mouvements sociaux à la télévision est généralement dénigrante et disqualifiante :« De Nuit debout aux manifestations des gilets jaunes, les scènes de violence sont représentées à la télévision, alors que ces images ne sont généralement pas représentatives du mouvement dans son ensemble. Dans la séquence télévisée au Grand journal, en 2015, le syndicaliste Xavier Mathieu est très ému, très en colère, bouleversé par le traitement qui a été réservé aux grèves des salariés d’Air France que de nombreux discours ont traînés dans la boue après l’affaire de la « chemise arrachée » alors que ce sont des vies qui sont brisées avec les destructions d’emplois. Les télévisions n’ont retenu que cette chemise arrachée d’un DRH et pas du tout la violence que ces salariés subissent en perdant leur emploi avec, comme conséquences, des dépressions, des burnout ou des tentatives de suicide. Cette représentation s’explique par deux dimensions : d'un côté, la violence est représentée parce qu'elle est dramaturgique et fait du « buzz » télévisuel, de l’autre, elle permet de disqualifier le mouvement social.. »